# Aki királynak született
Aki királynak született (angolul The Man Born to Be King) Jézus életéről szóló rádiójátéksorozat, amelyet a BBC készített és sugározott a második világháború alatt. A sorozat tizenkét rádiójátékból áll, amelyek Jézus életének egyes időszakait ábrázolják, a születését körülvevő eseményektől kezdve haláláig és feltámadásáig. Először a BBC Home Service sugározta vasárnap esténként, 1941. december 21-étől kezdve négyhetes időközönként 1942. október 18-ig. A sorozatot Dorothy L. Sayers írta, a rendező Val Gielgud volt, Jézus szerepét Robert Speaight játszotta.

## Keletkezése és forrásai

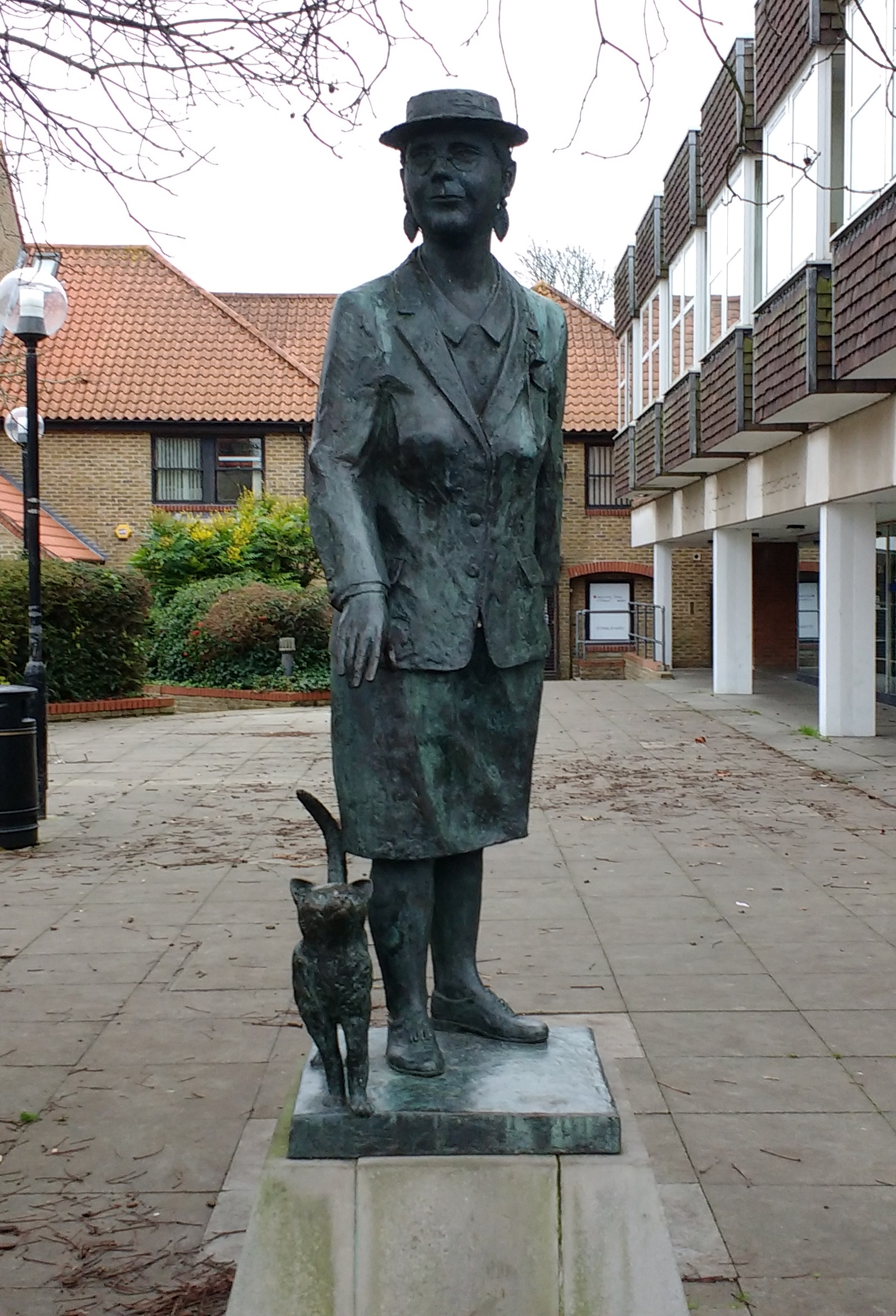
Dorothy L. Sayers szobra szülővárosában, Withamben

Dorothy L. Sayers a BBC vallásos műsorai igazgatóságának felkérésére 1940–1941-ben írta a sorozatot, amelyet a vasárnapi gyermekműsorba szántak. A felkérést azzal a három feltétellel vállalta, hogy szerepeltetheti Jézus alakját, a darabot ugyanabban a realista felfogásban írja meg, mint Az akinek el kell jönnie címűt, és a kortárs köznyelvet használja. A BBC Vallásos Műsorai igazgatója szerint mindhárom feltételt elfogadták, sőt kívánatosnak tartották, ám a fennmaradt levelezés tanúsága szerint az írónőnek komoly harcot kellett vívnia elgondolásai érvényesítéséhez. Az 1940. júliusban kötött szerződést Sayers a sorozatos kritikák hatására 1941 júliusában felmondta, és csak az igazgató rábeszélésére tért vissza a projekthez.
Sayers saját bevallása szerint a sorozatot alapvetően a négy evangélium szövegére alapozta, de beépített a hangjátékokba néhány „a keresztény kegyesség és szokás által megszentelt” legendát is. A munka során görög nyelvű Újszövetséget használt, és számos hittudományi munkát tanulmányozott, amelyek közül külön kiemelte William Temple yorki érsek Readings in St. John's Gospel, Sir Edward Hoskyn The Fourth Gospel, R. A. Edwards The Upper Room, Frank Morrison Who Moved the Stone? illetve Ronald Gurner We crucify című műveit.
1941. decemberre elkészült az első öt darab; az elsőt advent utolsó vasárnapján tervezték sugározni. A bemutató előtt tíz nappal sajtótájékoztatót tartottak, ahol az írónő beszélt a hangjátékok megírásának dramaturgiai nehézségeiről és az általa alkalmazott megoldásokról, illetve részletet olvasott fel a műből. A sajtótájékoztatón részt vevő újságírók többsége rokonszenvvel számolt be a hírről, egyesek azonban tiszteletlenséggel, istenkáromlással és közönségességgel vádolták az írónőt, anélkül, hogy olvasták volna a művet. A Lord’s Day Observance Society (Úrnapja Tiszteletben Tartásának Egyesülete) egész oldalas ellenző hirdetéseket tett közzé a legfőbb brit sajtótermékekben, és a Protestant Truth Society-vel (Protestáns Igazság Egyesület) együtt megpróbálták elérni a sugárzás betiltását. A sajtótámadások hatására 1941. december 10-én a brit parlament alsóházában interpelláció hangzott el az üggyel kapcsolatban; a kormány azzal utasította el az interpellációt, hogy az Információs Minisztériumnak nem feladata a BBC által közvetített vallásos darabok felügyelete. Figyelembe véve a reakciókat, az első adás után a BBC Központi Vallási Tanácsadó Testülete tagjainak kipostázták a második és harmadik hangjáték szövegét, hogy jelezzék észrevételeiket, és a második adás időpontját két héttel elhalasztották. A testület különböző keresztény felekezetekhez tartozó (anglikán, római katolikus, baptista, kongregacionalista, metodista, presbiteriánus) tagjai egy kivétellel támogatták a hangjáték műsorra tűzését; utóbb az egyetlen fő is, aki kételyeket fogalmazott meg, meggondolta magát.

## A sorozat darabjai
1. Királyok Júdeában (Kings in Judea)
2. A király hírnöke (A King's Herald)
3. Egy nemes ember (A Certain Nobleman)
4. Az ország örökösei (The Heirs to the Kingdom)
5. A mennyei kenyér (The Bread of Heaven)
6. A sátoros ünnep (The Feast of Tabernacles)
7. A világosság és az élet (The Light and the Life)
8. A királyi út (Royal Progress)
9. A király vacsorája (The King's Supper)
10. A világ fejedelmei (The Princes of This World)
11. A fájdalmak királya (King of Sorrows)
12. A király eljön az övéihez (The King Comes to His Own)

## Cselekménye

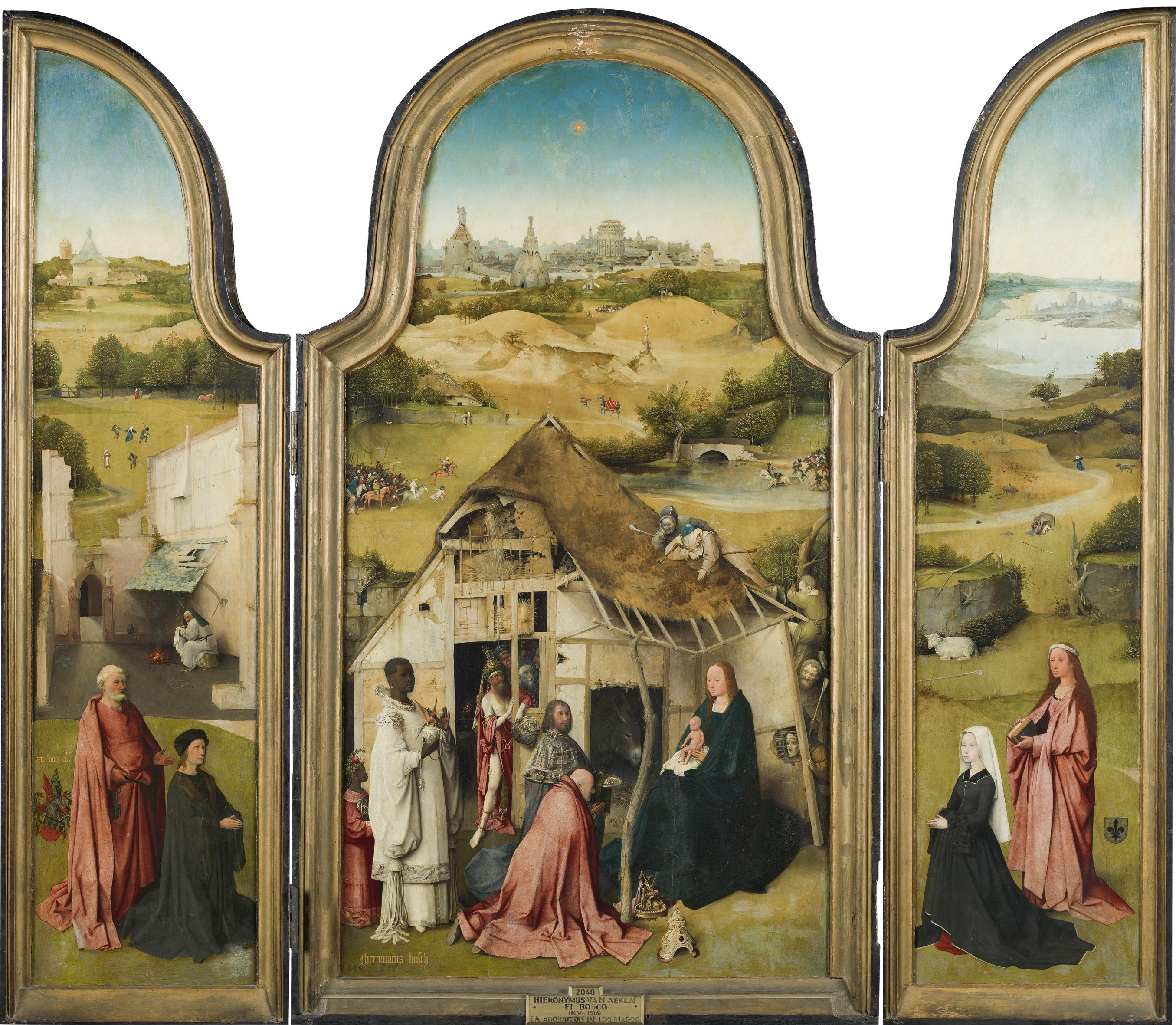
Hieronymus Bosch: A háromkirályok imádása

### Királyok Júdeában
Jeruzsálembe, az immár öreg és beteges Heródeshez három idegen király érkezik, Gáspár, Menyhért és Boldizsár. Mindhárman azt tapasztalták a rejtett bölcsességek kutatása során, hogy megszületett a zsidók királya, aki büszkébb lesz a császárnál és szerényebb a rabszolgánál, magasabbra emelkedik az egeknél és mélyebbre hatol a síroknál, de belefér egy emberszívbe, áldozat és főpap lesz egyszerre, a legnagyobb harcos lesz és mégis a békesség fejedelmének nevezik. Heródes hitetlenkedve, ugyanakkor gyanakvással hallgatja az idegeneket. Útba igazítja őket Betlehembe – ahol a jóslat szerint meg kell születnie a királynak – , és felszólítja őket, hogy visszaúton számoljanak be a látottakról. Heródes veszélyt érez, és azt tervezi, hogy kézre keríti a gyermeket, mielőtt lázadást szíthatna. A királyok hódolnak a csecsemő Jézusnak, de nem fogják fel a kapott jelek értelmét. Azt azonban mindhárman érzékelik, hogy Heródes szívében sötétség lakozik, ezért nem mennek vissza hozzá. Mivel nem tudja azonosítani a jóslatban szereplő csecsemőt, Heródes parancsot ad minden két évnél fiatalabb betlehemi fiúgyermek megölésére.

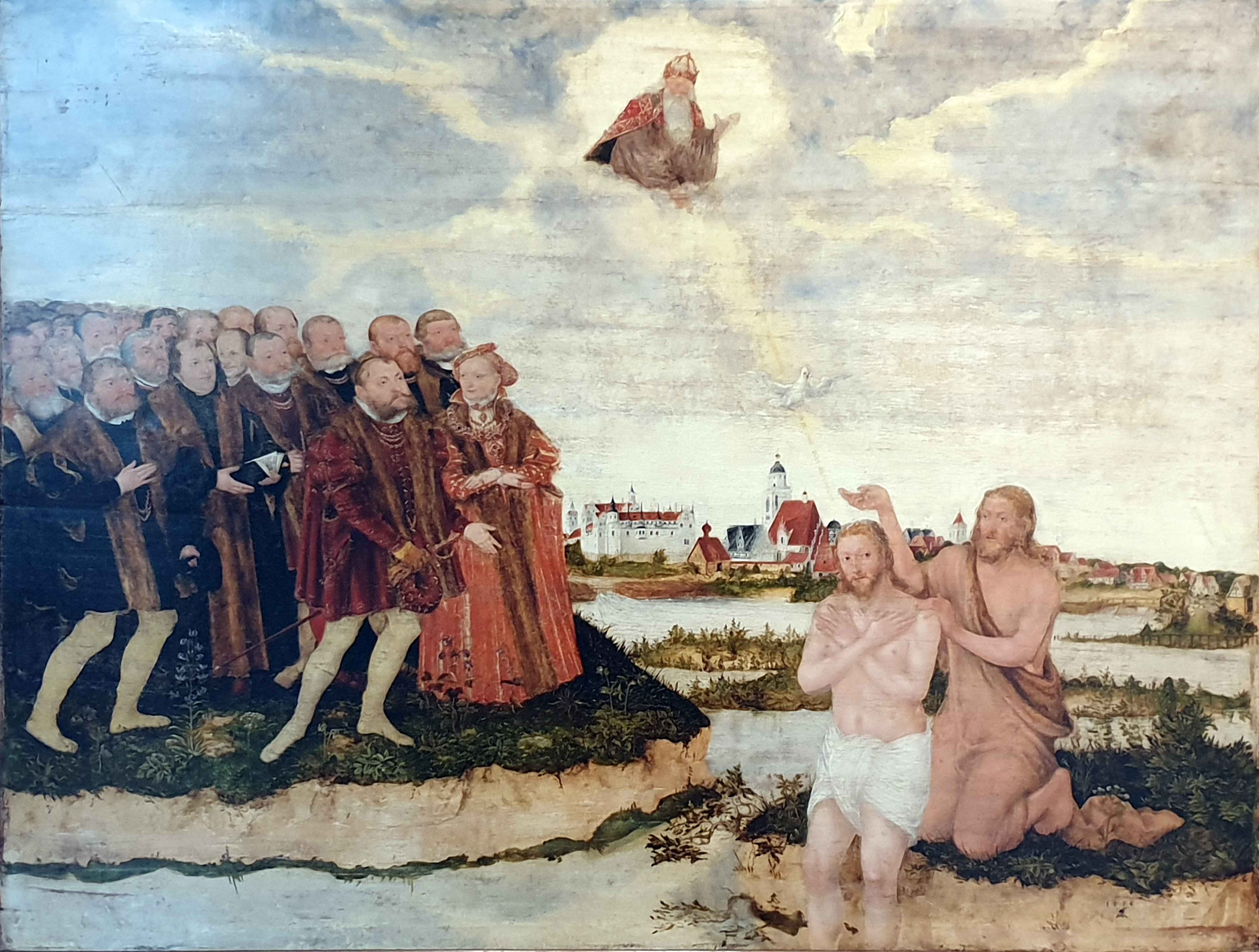
ifj. Lucas Cranach: Krisztus megkeresztelése

### A király hírnöke
Keresztelő János bűnbánatra és megtérésre szólítja az embereket, és megkereszteli őket a Jordán vizében. Közben éles szavakkal illeti a farizeusokat, akik szigorúan megtartják ugyan a vallási előírásokat, de szívükben keménység lakozik. Megjelenik Jézus, akinek megkeresztelkedésekor megdördül az ég; ezt az egyik jelenlevő kisgyermek úgy értelmezi, hogy Isten szólalt meg. Jézus igazat ad neki, és elbeszélget vele – olyan szavakkal, amelyek a későbbi hegyi beszédre utalnak. Keresztelő János tanítványai közül András és János Jézushoz csatlakoznak, és András elhívja testvérét, Simont is, akit Jézus Péternek nevez el. Keresztelő Jánost letartóztatják, mert Heródes fejedelem erkölcstelen életvitele ellen emelt szót; elfogása előtt tanítványait Jézushoz küldi. Júdás inkább Keresztelő Jánost követi Tibériásba.

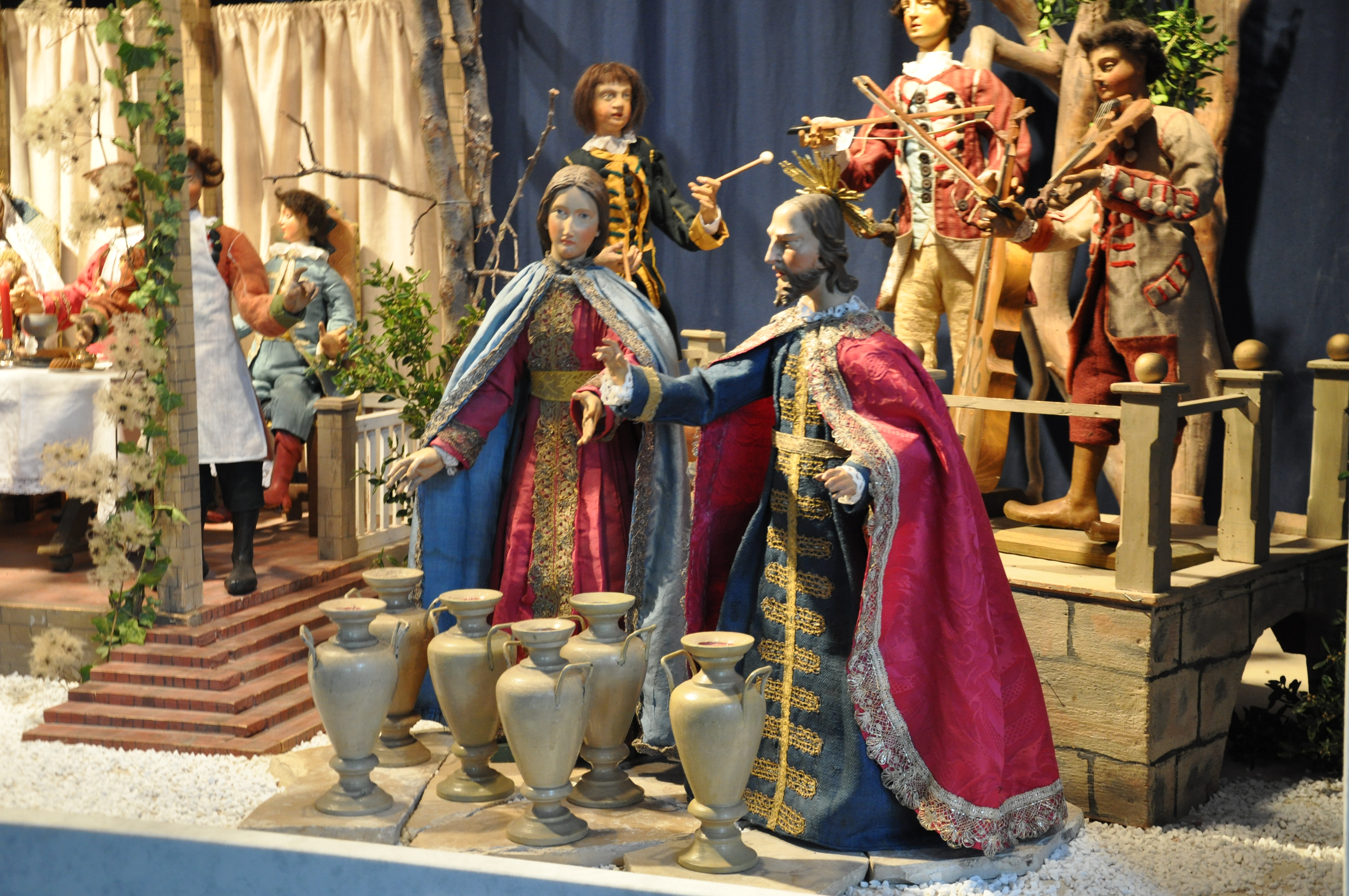
A kánai menyegző ábrázolása a gutenzelli apátság templomában

### Egy nemes ember
Mária régi ismerőseinél segédkezik egy lakodalom előkészületeinél, ahova megérkezik Jézus is hat tanítványával. A rabbi felkéri Jézust, hogy beszéljen Isten országáról, erre ő elmeséli az okos és balga szüzek példázatát, amit a vendégek vegyes érzelmekkel fogadnak. Amikor elfogy a bor, Jézus hat vedret megtöltet vízzel, és azt adatja a vendégeknek; az ital a legfinomabb bornak bizonyul.
A következő színben Kapernaumban, Benjámin házában a szolgák Jézus tetteiről beszélgetnek, a kánai menyegzőn tett csodájáról, illetve a jeruzsálemi templom megtisztításáról. Benjámin, akinek fia halálán van, hirtelen ötlettel Jézus keresésére indul. Közben Jézus tanítványai azon vitatkoznak, hogy miből fognak megélni, ha mindent elhagytak Jézus követéséért. Jézus meginti őket a kicsinyhitűségükért. Megérkezik Benjámin, és arra kéri Jézust, gyógyítsa meg fiát. Jézus hazaküldi, mondván, hogy meggyógyul a fia, és ez valóban meg is történik abban az órában.

### Az ország örökösei
Jézus maga mellé veszi Mátét, a vámszedőt, és Keresztelő János ajánlására Júdás is csatlakozik a tanítványokhoz; ő lesz a csapat pénztárosa. A tanítványok Jézus tetteiről mesélnek Júdásnak: a csodás halfogásról, a szombati gyógyításról, a naini özvegyasszony fiának feltámasztásáról. A szanhedrin ülésén is Jézust tárgyalják: a vének attól félnek, hogy lázadást szít, amit Róma nem hagy megtorlatlanul, a zélóta Báruk viszont azért van Jézus ellen, mert nem mutat semmi odaadást a zsidók országának helyreállítása iránt. Kajafás azt javasolja, hogy játsszák ki Jézust és Rómát egymás ellen, viszont túl okosnak tartják ahhoz, hogy csapdába lehessen csalni. Így Báruk azt javasolja, hogy szervezzék be Júdást, aki belső információkat tudna szerezni Jézus mozgalmának valódi céljairól, és segíthetne a belső bomlasztásban.
Jézus a törvényről tart tanítást a sokaságnak, majd egy szavával meggyógyítja Proclus százados szolgáját.

### A mennyei kenyér
Jézus elküldi tanítványait, hogy hirdessék az Isten országát, és gyógyítsanak. Fülöp meggyógyít egy megszállott asszonyt, maga sem érti, hogyan. Báruk, a zélóta, elülteti a gyanút Júdás fejében, hogy Jézus nem fogja megtartani mindazt, amit hirdet. Jézus ismét tanítja a sokaságot, és tanítványaival öt kenyérből és két halból megvendégelteti őket. A tömeg mindenképpen követni akarja Jézust, aki azonban megtévesztésül fejfedőt cserél Jakabbal, így a sokaság a tanítványok után ered a Galileai-tenger partjára; a tanítványok hajóra szállnak. Jézus a vízen járva megy oda hozzájuk, és megmenti Pétert a vízbefúlástól. Másnap Jézus az élet kenyeréről tanítja a sokaságot, azonban szavait nemhogy a tömeg nem érti, de János és Júdás kivételével a tanítványok sem.

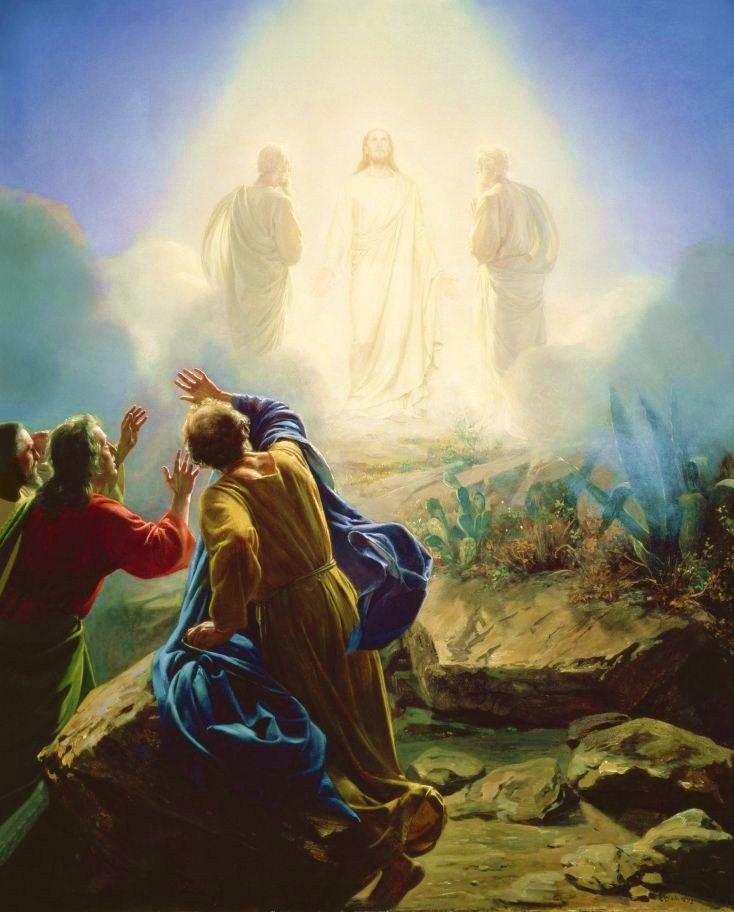
Carl Heinrich Bloch: Krisztus színeváltozása

### A sátoros ünnep
Jézus és tanítványai Jeruzsálembe készülnek. Kajafás is készül Jézus érkezésére: le akarja csukatni még a sátoros ünnep kezdete előtt, hogy ne legyen alkalma lázadást szítani. Poncius Pilátus felesége, Claudia, kíváncsi lesz a zsidó prófétára, akiről egy görög szolgáló mesél neki. Jézus maga mellé veszi Pétert, Jánost és Jakabot, és felmegy velük a hegyre imádkozni. A tanítványok a hegyen szembesülnek Jézus dicsőséges mivoltával. Jézus Jeruzsálemben a templomban tanít, megosztva a hallgatóságot. Kajafás kikérdezi Júdást, aki Messiásnak mondja Jézust; a főpap úgy gondolja, hogy Júdás előbb-utóbb féltékeny lesz mesterére, és szembefordul vele. Jézus az utcán is prédikál, aminek következtében majdnem megkövezik, de sikerül elmenekülnie.

### A világosság és az élet
Jézus Lázár, Márta és Mária házában vendégeskedik Betániában, és elmondja a tékozló fiúról szóló példázatot. A zsinagógabíróság kihallgatja a vakon született, Jézus által meggyógyított fiút és szüleit; a fiút a bíróság kiközösíti, mert azt állítja, hogy gyógyulását Istennek és a názáreti Jézusnak köszönheti. Jézus meglátogatja a családot, és kinyilatkoztatja (mégpedig a farizeusok jelenlétében), hogy ő Izrael pásztora, és hatalma Istentől való, emiatt majdnem megkövezik.
Jézus távollétében Lázár meghal; négy nap múltán Jézus feltámasztja. A szanhedrin ismét ülésezik Jézus ügyében, és ellenszavazat nélkül, két tartózkodás mellett megszavazza, hogy járjanak el ellene boszorkányságért és istenkáromlásért.

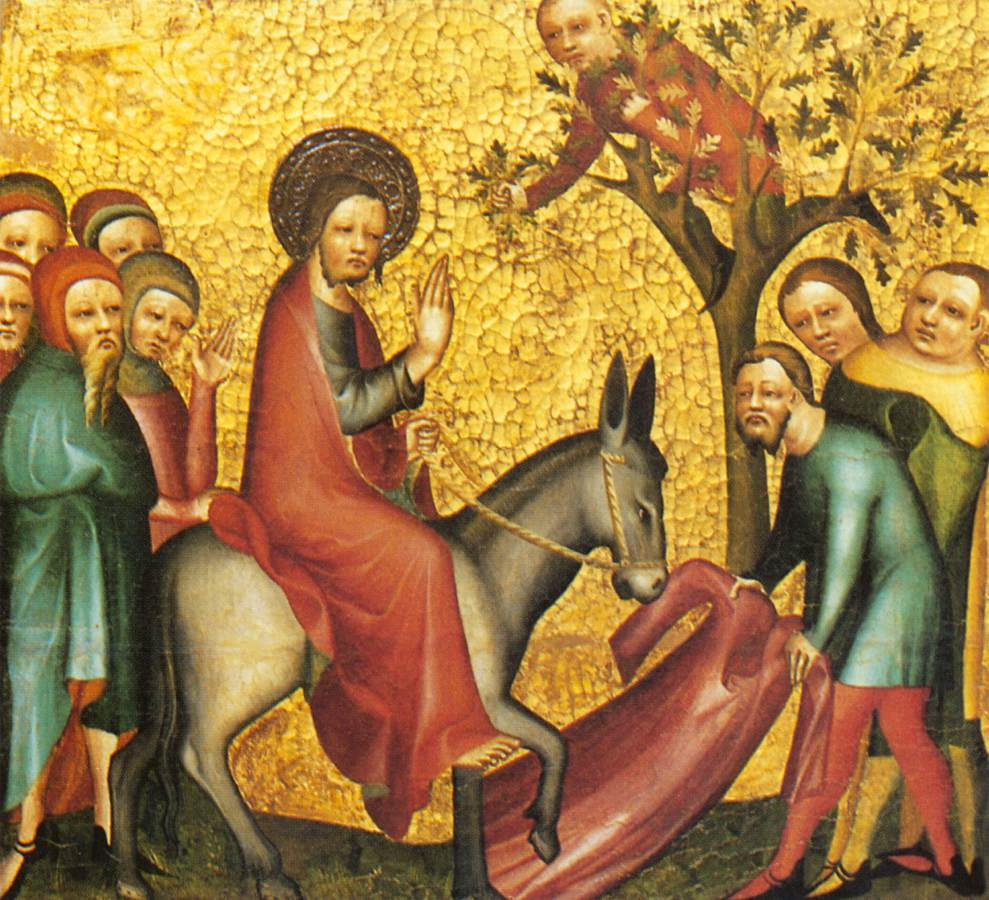
14. századi német mester: Krisztus bevonul Jeruzsálembe

### A királyi út
Báruk levelet ír Jézusnak, amelyben felszólítja, hogy álljon seregei élére. Júdás látja, amint Báruk küldönce megérkezik a levéllel, és tévesen arra következtet, hogy Jézus elárulta küldetését. Jézus és tanítványai Jeruzsálembe indulnak a páskaünnepre; Jézus a bevonuláshoz Báruk által felkínált ló és szamárcsikó közül ez utóbbit választja, ezzel jelezve, hogy a király békességben jön. A tömeg hozsannával fogadja. A városban a farizeusok és a szadduceusok különböző kérdésekkel próbálják csapdába csalni Jézust, de ő nem az emberek logikája szerint válaszol, így kikerüli a csapdát. Júdás jelenti Kajafásnak, hogy Jézus a Báruk-féle lázadók oldalára állt, és háborút hirdetett Jeruzsálem ellen. Kajafás megkéri Júdást, hogy derítse ki, mikorra tervezi Báruk a támadást, és vezesse Jézus nyomára. Júdás fizetséget kér, és azt, hogy jegyezzék fel, hogy Izrael javára cselekedett.

### A király vacsorája
A páskavacsoránál a tanítványok összevissza fecsegnek az asztalnál. Jézus megmossa a tanítványok lábát, és bejelenti, hogy valaki el fogja árulni. Jánosnak azt is megsúgja, hogy Júdás lesz az áruló, Júdást pedig biztatja, hogy tegye meg hamar, amit meg kell tennie. Júdás jelenti Kajafásnak, hogy Jézust a Gecsemáné-kertben fogják megtalálni. Jézus hagyakozik a tanítványoknak, és imádkozik értük és minden hívőért. Kajafás felkeresi Pilátust, hogy már előre jóváhagyassa az állítólag felkelést szervező Jézus elleni ítéletet. Pilátus ezt felesége miatt, aki megkedvelte Jézust, nem szívesen tenné, de a császárt nem akarná magára haragítani. A Gecsemáné kertben Jézus a halálra készülve imádkozik, miközben a tanítványok elalszanak. Megérkeznek a Júdás által útbaigazított katonák, hogy letartóztassák Jézust. Péter kardot ragad, és levágja az egyik katona fülét, de Jézus leállítja, és meggyógyítja a katonát.

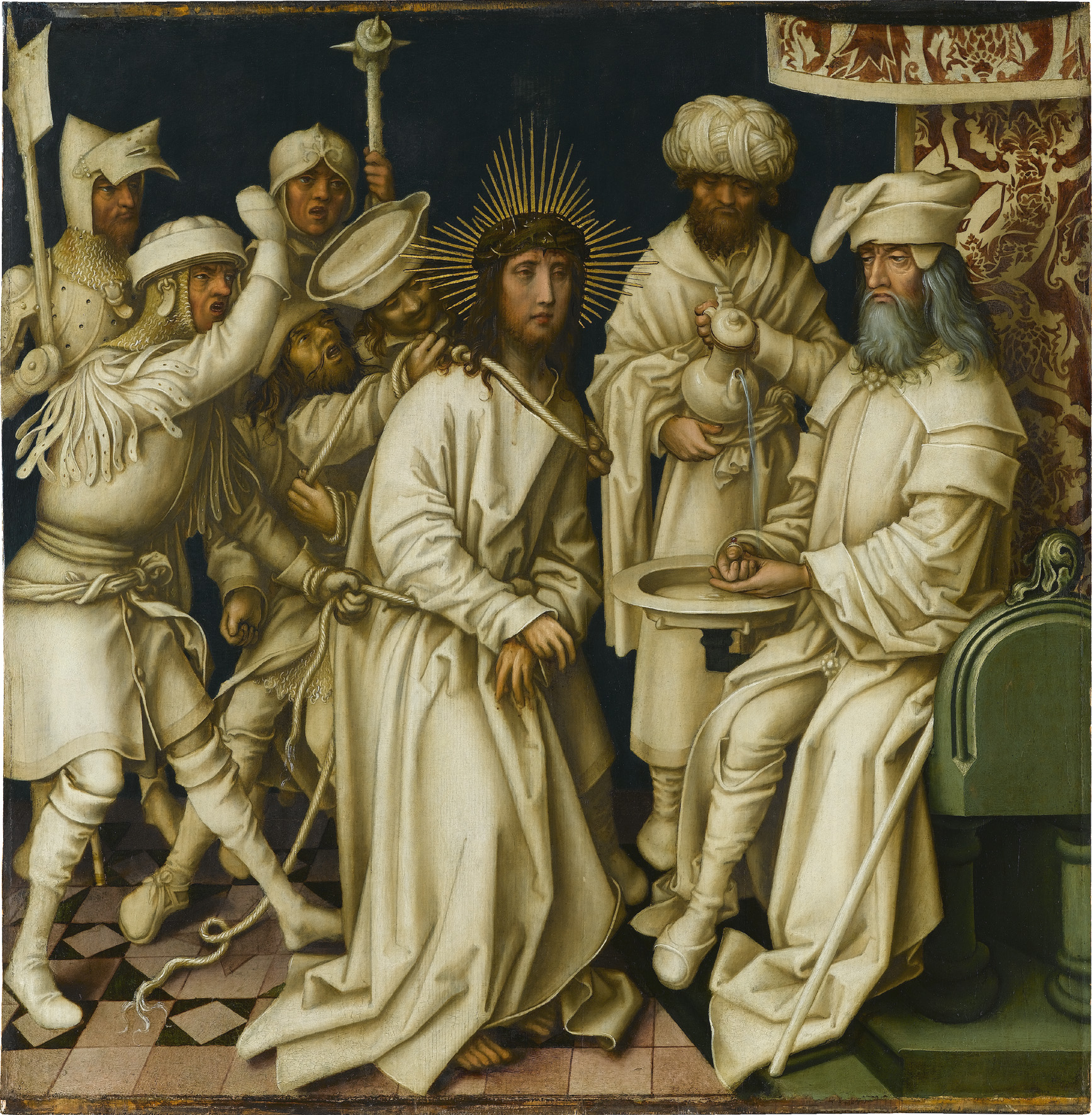
id. Hans Holbein: Krisztus Pilátus előtt

### A világ fejedelmei
Jézust előbb Annás, majd a szanhedrin elé viszik. Júdás megtudja Báruktól, hogy Jézus nem tántorodott el céljától, és nem akart a felkelőkhöz csatlakozni. A szanhedrin által kikérdezett tanúk egymásnak ellentmondó vallomásokat tesznek arra nézve, hogy mit mondott Jézus a templom lerombolásáról és újjáépítéséről. Jézus kijelenti magáról, hogy ő a Messiás, Isten Fia, ezért a szanhedrin istenkáromlásért halálra ítéli. Júdás rádöbben, hogy mit tett, és nekitámad Kajafásnak, aki azonban nem akar vele szóba állni. Jézust és a tárgyalás iratait átküldik Pilátusnak, hogy hagyja jóvá a halálos ítéletet. Pilátusnak gyanús a nagy sietség, felesége is arra kéri, hogy ne ártson Jézusnak, Jézus pedig jó benyomást tesz rá, ezért nem akarja aláírni az ítéletet. Kajafás azonban arra hivatkozik, hogy az istenkáromlás mint fő vádpont mellett, mellékvádak is vannak, többek között az, hogy Jézus független zsidó királyság létrehozását követeli. Amikor kiderül, hogy Jézus Galileában kezdte tevékenységét, Pilátus gyorsan kijelenti, hogy akkor nem tartozik az ő joghatósága alá, és átküldi a galileai fejedelemhez, Heródeshez. Heródes visszaküldi Jézust Pilátushoz, arra hivatkozva, hogy a vádlott a júdeai Betlehemben született, így Pilátus hatáskörébe tartozik. Pilátus továbbra sem akarja elítélni Jézust, ezért felkínálja, hogy a szokásnak megfelelően egy foglyot szabadon bocsát az ünnep tiszteletére. A provokátorok által feltüzelt nép Barrabást választja. Kajafás és a vének azzal fenyegetik Pilátust, hogy a magát királynak mondó, azaz felségáruló Jézus szabadon bocsátása a császár megsértését jelenti. Pilátus jobb meggyőződése ellenére aláírja a halálos ítéletet.

### A fájdalmak királya
Jézust és a két rablónak nevezett lázadót a vesztőhelyre kísérik; a tömeg (néhány kivétellel) gúnyolja őket. A három elítéltet felszegezik a keresztre, a gúnyolódás folytatódik. A római katonák Magdalai Mária kedvéért, akit korábbi életéből ismernek, odaengedik a keresztfához Jézus anyjával és Jánossal együtt. Az egyik megfeszített rabló ártatlan bolondnak nézi Jézust, és színleg elfogadva rögeszméjét, arra kéri, hogy emlékezzen meg róla a paradicsomban. Jézus válaszára ("Bizony, bizony, mondom néked, ma velem leszel a paradicsomban") rádöbben az igazságra, és rádöbben saját bűnös mivoltára. Jézus meghal; Arimátiai József a helytartó engedélyével elviszi a holttestet, hogy eltemesse. Kajafás arra kéri Pilátust, hogy őriztesse a sírt, de Pilátus szerint ez a zsidó őrség dolga.

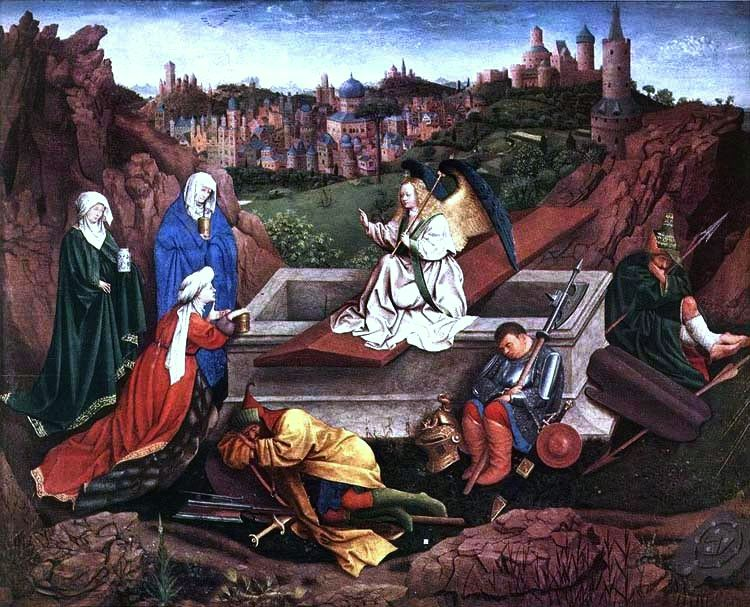
Jan van Eyck és/vagy Hubert van Eyck: A három Mária a sírnál

### A király eljön az övéihez
Magdalai Mária, Kleofás Mária és Salomé (Jakab és János anyja) keneteket és gyolcsot visznek a sírhoz. Csak a sírhoz közel jut eszükbe, hogy a sírboltot lezáró követ nem fogják tudni elmozdítani, hiszen négy férfi görgette oda. A sírhoz érve megdöbbenve látják, hogy a kő nincs a helyén, és a sírbolt üres. Megjelenik Gábriel és Rafael, és felvilágosítják az asszonyokat, hogy Jézus feltámadt, és Galileába indult. Az asszonyok összezavarodva visszamennek a tanítványok szállására, és elmondják, hogy a holttest nincs a sírboltban. A szanhedrin meghallgatja Elihu kapitányt és embereit, akik a sírt őrizték; az őrök különböző természetfeletti eseményekről számolnak be. János és Péter is elmennek megnézni az üres sírt; János rájön, hogy Jézus feltámadt. A tanítványok távozása után a sírnál ismét megjelenik magdalai Mária, aki találkozik a feltámadt Jézussal.
A szanhedrinben elszabadulnak az indulatok: a vének azzal vádolják Arimátiai Józsefet, hogy ő lopta el a holttestet. Nikodémus rádöbben, hogy az Isten Felkentjét gyilkolták meg. Kajafás némi fenyegetéssel és jutalommal ráveszi Elihu kapitányt, hogy módosítsa vallomását, ne tegyen említést a természetfeletti eseményekről, hanem mondja azt, hogy a speciális időjárási viszonyok hatására az őrség elkábult, közben a tanítványok ellopták a holttestet.
A tanítványok vitatkoznak az eseményekről: Jakab, Fülöp és Máté hitetlenkednek, János viszont tudja, hogy Jézus él. Megjelenik Kleofás és felesége, akik beszámolnak róla, hogy az emmauszi úton Jézussal találkoztak. Miközben mesélnek, megérkezik maga Jézus is, és együtt eszik a tanítványokkal. Jézus feltámadásának híre Claudiához is eljut, aki egy pillanatra rosszul lesz, de összeszedi magát. Jézus újból eljön, és ekkor már Tamással is találkozik, aki korábbi látogatásakor nem volt jelen. Jézus a Galileai-tenger partján ismét megjelenik a tanítványoknak, feladatokat bíz rájuk, majd eltávozik, és eltűnik egy felhőben.

## Szereplői
Dorothy L. Sayers a sorozat minden hangjátékához rövid jellemzést írt a fontosabb szereplőkről a rendező részére, aki úgy döntött, hogy kiosztja a színészeknek is; ezek a leírások a nyomtatott kiadásban is megjelentek. Jelen szakasz a szerzőnő megjegyzésein illetve az általa írott bevezetés szövegén alapul.
- Jézus alakja fokozatosan bontakozik ki a sorozatban. Eleinte nincs meg benne a hatalmas tűz és szelídség, de már első megjelenésekor érződik belülről fakadó tekintélye. Ugyanazon a jeleneten belül tud szigorú, határozott és szelíd, derűs, kedélyes lenni. A hatodik darabban az is kiderül, hogy remek vitatkozó.
- Mária, Jézus anyja, egyszerű, nyájas, de semmiképpen sem negédes. Fiának isteni mivoltát szomorúsággal és örömmel fogadja el. Jézus halála után nyugalom és különleges tisztánlátás száll rá; méltóság és erő árad belőle.
- Keresztelő János modora parancsoló, alakja sashoz hasonló. Hiányzik belőle a türelem, nyájasság és humor.
- János evangélista buzgó, érzékeny és alázatos; lelkesedése miatt néha nagyon fiatalnak tűnik. Ha szeretett Mesterét bántják, indulatra lobban. Sokkal inkább megérti Jézust, mint a többi tanítvány.
- Jakab János bátyja, egész életében gondot visel öccsére.
- Simon (Péter) lobbanékony és konok, nagy önbizalommal rendelkezik. Időnkénti éleslátása mellett súlyos melléfogásokat követ el, amiért Jézus megdorgálja. Ösztönösen nagylelkű és alázatos.
- András képzelőerő nélküli, gyakorlatias és óvatos ember.
- Júdás "nem lehetett az a csúszómászó, nyilvánvalóan aljas gazember, akinek némely együgyű látni szeretné". A tanítványok közül a legokosabb, eszével felismeri a bűn és bűnbánat jelentőségét, és a keresztre feszítés szükségességét, de a szívével nem érzi. Tehetséges, gyakorlatias, ugyanakkor képzelőereje is van. Szenvedélyesen őszinte és hűséges, míg végül saját értelme megcsalja, és a szellemi gőg bűnébe esik. Rögeszméjévé válik, hogy csak ő tudja helyes irányban tartani a dolgok folyását.
- Fülöp tisztalelkű, és "kutyakölyökszerűen" egyszerű. Szerény és tudja, hogy nem túl okos. Nem töpreng, nem nyughatatlan.
- Máté vámszedő, aki "hitvány Quisling-tisztviselőként sarcolta népét a megszállókat kiszolgálva és a maga zsebeit tömködve, míg valami meg nem változtatta szíve indulatát". Csavaros észjárását megtérése után is megőrzi, ugyanakkor hite feltétlen és eltántoríthatatlan.
- Tamás borús alkat, de alapvetően hűséges természet.
- Lázár(wd) alapvetően kedves és mélabús ember, hiányzik belőle az élnivágyás. Feltámadása után teljesen megváltozik; közölhetetlen titok tudója lesz.
- Márta(wd), Lázár testvére. A háztartás vezetése a mindene; megszokásból vallásos.
- Mária(wd), Lázár testvére; a sorozatban azonos a magdalai Máriával. Érzékeny és eleven, szenvedélyes. Mindig kész nevetni és sírni.
- (Nagy) Heródes az írónő szándéka szerint nem félbolond szörnyeteg, hanem nagy államférfi, aki harminc éven át megőrizte Júdea békéjét. Nem kegyetlenebb a kor más keleti fejedelmeinél, de magánéletét a féltékenység és gyanakvás határozza meg. Helyzete a brit uralom alatti indiai maharadzsákéhoz hasonlítható, akik az európai kultúra egyes elemeit sikeresen vezették be országukba.
- Kajafás(wd) főpap, "a pogány kormányzat nevezte ki, akárcsak Hitler a püspökeit, kifejezetten azért, hogy együttműködjék az új renddel"; "tökéletes egyházpolitikus, életszerű és förtelmes". Gyors észjárású, jó szervező.
- Pilátus, Júdea római helytartója. Nem szereti tisztségét, a zsidókat megveti. Egyedüli gondja, hogy állásában jól teljesítsen, és így áthelyeztesse magát egy kellemesebb helyre. Feleségét imádja. Római polgárként fontos neki a jog
- Proclus római tiszt Heródes testőrségében. Alakjában az írónő azonosnak veszi azt a századost, akinek a szolgája meggyógyult[21] és azt, aki ott állt a keresztfa alatt.[22] Egyszerű, tisztességes, gyakorlatias ember. Hosszú galileai szolgálata alatt kialakult benne egyfajta tapintat a zsidó vallás iránt. Tiszteli a szent embernek tartott Jézust, a keresztfánál azonban ráérez istenségére.
- Báruk, a zélóta, Róma-ellenes lázadásra készül. Vérbeli politikus, aki Jézust saját céljának elérésére akarja felhasználni. Ugyanakkor maradt benne valamennyi tisztesség.

A darabokban számos, élénk színekkel aprólékosan megrajzolt mellékszereplő tűnik fel, az angol regény nagy hagyományait idézve.

## Eszmevilága
Az írónő keresztény hitét (amely elkísérte egész életében), illetve a hangjátékok felfogását már a sorozat alcíme is tükrözi: Sorozat Urunk és Megváltónk, Jézus Krisztus életéről (A Play-Cycle on the Life of Our Lord and Saviour Jesus Christ). A szöveg szigorúan a keresztény tanítás keretein belül mozog, és nincs benne semmilyen kétértelműség a főhős kilétét illetően. A darabok különlegessége az, hogy az írónő sikerrel eleveníti meg azt a környezetet, amiben a történelmi Jézus élt, időnként párhuzamot vonva a Római Birodalom és a Brit Birodalom, valamint előbbi provinciái és utóbbi gyarmatai között. Ezzel azt éri el, hogy az olvasó könnyebben el tudja képzelni és átérezni a jeleneteket, megérteni a szereplőket, egyben rá kell döbbennie arra, hogy ő maga is szerepet játszhatott volna a tragédiában.
A darab megírása idején Nagy-Britanniában törvény tiltotta a Szentháromság bármely személyének a színpadon való megjelenítését, így Jézus alakja csak testetlen hangként jelenhetett meg a színpadokon. Mivel a tiltás a rádióadásokra nem vonatkozott, Sayers realizmusra törekedett Jézus ábrázolásakor. Miután egyaránt támadták azért, hogy túlságosan hangsúlyozta Jézus isteni illetve emberi oldalát, az írónő arra a következtetésre jutott, hogy feltehetőleg sikerült az egyensúlyt megtartania.
Egyes szerzők egyenesen az írónő teológiai munkáihoz sorolják a rádiójáték-sorozatot, azzal, hogy a krisztológiát dolgozza fel rádiós dráma formájában.

## Nyelvezete
Ez a rádiójáték-sorozat az elsők között volt, amely modern, természetes stílusban dolgozta fel az evangéliumokat, számos vitát váltva ki ezzel. Az írónő többször is kifejtette, hogy senkinek, még Jézusnak sem szabad "bibliaiul" beszélnie a sorozat darabjaiban (nobody, not even Jesus, must be allowed to “talk Bible”’ in these plays). A párbeszédek sajátos stílusát alakította ki, az egyes szavak megválasztásához görög nyelvű Bibliát használva segítségül. Ugyanakkor megtartotta a King James-bibliafordítást az evangélista, azaz a narrátor szövegei valamint az ószövetségi idézetek esetében. Az egyes szereplők különböző angol nyelvjárásokban beszélnek, illetve a nyelv különböző rétegeit használják; ez megkönnyítette a rádióhallgatók számára a megkülönböztetésüket. Így például Jézus és anyja köznyelven beszél, a sokaság "póriasan", a tanítványok a tömegnél emelkedettebb stílusban, de nem egyformán: Péter parlagiasabban beszél, mint János és Júdás, Máté pedig cockney módon.

## Előadásai, kiadásai és feldolgozása
A sorozatot a BBC első ízben 1941. december 21 és 1942 október 18. között sugározta, ennek rendezője Val Gielgud volt, Jézus szerepét Robert Speaight játszotta. 1943-ban a sorozat sugárzását megismételték; ekkorra a kritikus hangok többé-kevésbé elhallgattak. 1944-ben a nagyhétre újragyártották a 8–12. részeket; ezt a változatot 1944-ben, 1945-ben és 1946-ban is sugározták. A BBC további négy változatot készített:
1. 1947–48: rendező Noel Iliff,[34]
2. 1951: rendező Peter Watts,[35]
3. 1965: rendező William Glen-Doepel, Jézus szerepében Tom Fleming(wd)[36]
4. 1975: rendező Raymond Raikes(wd), Jézus szerepében John Westbrook(wd)[37]

Az 1975-ös változatot újra sugározták 2007-ben, 2008–2009-ben, illetve 2011-ben.
Könyv alakban először 1943-ban jelent meg; ezt követően számos kiadást ért meg. Magyarul 2014-ben a veresegyházi Encián Kiadó adta ki Pásztor Péter fordításában.
1961-ben a Canadian Broadcasting Corporation azonos címmel televízióra alkalmazta a rádiójátéksorozatnak azt a részét, amely Jézus földi életének utolsó négy napjáról szól. A televíziós változatot Mavor Moore írta, Jézus szerepében John Colicos lépett fel.

## Fogadtatása
A sorozatnak mintegy kétmillió hallgatója volt, és ezzel kapcsolatban számos levél érkezett a BBC-hez, részben keresztény felekezetek tagjaitól, részben egyházhoz nem tartozóktól, akiknek ez volt az első találkozása Jézussal. A túlnyomórészt lelkes hangok mellett több kritika is érkezett: egyesek Isten megszemélyesítését kifogásolták, mások pedig azt, hogy a szereplők nem a King James-bibliafordítás veretes stílusában, hanem kortárs nyelven szólaltak meg. Egyes keresztények szerint Szingapúr elestét a darabok sugárzása okozta, mások szerint viszont pont ez tette lehetővé a líbiai és oroszországi győzelmeket 1942 novemberében. A BBC vallási műsorait felügyelő testület és különösen a yorki érsek kiállt a sorozat védelmében. A sajtótámadások következtében a gyermekeknek szánt műsort a felnőtt hallgatóság is figyelemmel kísérte. Összességében a mű szép sikert ért el, és bátorítást jelentett a háború sújtotta Nagy-Britanniának.
C. S. Lewis ezt írta a szerzőnek 1943. május 30-án a könyv elolvasása után: „Nemegyszer valódi (és forró) könnyeket ontottam olvasás közben, Mauriac Jézus élete óta semmi így meg nem indított.” Utóbb minden nagyhéten újraolvasta, és számos ismerősének olvasásra ajánlotta a művet.
A canterburyi érsek köszönetképpen tiszteletbeli teológiai doktori címet adományozott Dorothy L. Sayersnek, de az írónő ezt nem fogadta el, hogy a kitüntetés ne korlátozza a nem vallási tárgyú művek megírásában.

## Fordítás
- Ez a szócikk részben vagy egészben  a   The Man Born to Be King című angol Wikipédia-szócikk ezen változatának fordításán alapul.  Az eredeti cikk szerkesztőit annak laptörténete sorolja fel. Ez a jelzés csupán a megfogalmazás eredetét és a szerzői jogokat jelzi, nem szolgál a cikkben szereplő információk forrásmegjelöléseként.